# Fountain (Míchigan)
Fountain es una villa ubicada en el condado de Mason, Míchigan, Estados Unidos. Tiene una población estimada, a mediados de 2021, de 182 habitantes.
Está situada en el municipio de Sherman (Sherman Township).

## Geografía
La localidad está ubicada en las coordenadas 44°2′54″N 86°10′52″O / 44.04833, -86.18111. Según la Oficina del Censo de los Estados Unidos, Fountain tiene una superficie total de 2.66 km², correspondientes en su totalidad a tierra firme.

## Demografía
Según el censo de 2020, en ese momento había 170 personas residiendo en Fountain. La densidad de población era de 63.91 hab./km². El 91.18% de los habitantes eran blancos, el 0.59% era afroamericano, el 0.59% era amerindio, el 0.59% era de otra raza y el 7.06% eran de una mezcla de razas. Del total de la población, el 2.35% eran hispanos o latinos de cualquier raza.